# Francesca Benolli
Francesca Benolli (Trieste, 26 de agosto de 1989) es una deportista italiana que compitió en gimnasia artística, especialista en la prueba de salto de potro. Ganó dos medallas en el Campeonato Europeo de Gimnasia Artística, oro en 2005 y bronce en 2008.

## Palmarés internacional
| Campeonato Europeo | Campeonato Europeo         | Campeonato Europeo | Campeonato Europeo |
| Año                | Lugar                      | Medalla            | Prueba             |
| ------------------ | -------------------------- | ------------------ | ------------------ |
| 2005               | Debrecen (Hungría)         | Medalla de oro     | Salto de potro     |
| 2008               | Clermont-Ferrand (Francia) | Medalla de bronce  | Salto de potro     |